# Georg Locher
Johann Georg Locher (* 18. Oktober 1857 in Tettnang; † 21. September 1951 ebenda) war ein deutscher Politiker (Zentrum).

## Leben
Nach dem Besuch der Lateinschule Tettnang und des Gymnasiums Feldkirch studierte Locher Philosophie.
Von 1886 bis 1908 war er Teilhaber eines Unternehmens in Tettnang (Dampfsägewerk und Kistenfabrik) und danach war er dort Privatier.
Er gehörte von 1900 bis 1919 für Tettnang der Zweiten Kammer des württembergischen Landtags an und danach wurde er 1919 über die Landesliste in die Verfassungsgebende Landesversammlung des freien Volksstaates Württemberg gewählt, der er bis 1920 angehörte.
Er war seit 1886 mit Maria Aloysia Loth (1864–1904) und danach ab 1906 mit Maria Ruppaner verheiratet. Er hatte drei Kinder aus seiner ersten Ehe, die vor ihm starben.